# كيث موراي (لاعب اتحاد الرغبي)
كيث موراي (بالإنجليزية: Keith Murray)‏ هو لاعب اتحاد الرغبي بريطاني، ولد في 23 مارس 1962.